# Анді Ліля
Анді Ліля (алб. Andi Lila, нар. 12 лютого 1986, Кавая) — албанський футболіст, захисник, півзахисник клубу «ПАС Яніна».
Виступав, зокрема, за клуби «Беса», «Тирана» та «ПАС Яніна», а також національну збірну Албанії.
Чемпіон Албанії. Володар Суперкубка Албанії. Володар Кубка Албанії. 

## Клубна кар'єра
Народився 12 лютого 1986 року в місті Кавая. Вихованець футбольної школи клубу «Беса». Дорослу футбольну кар'єру розпочав 2003 року в основній команді того ж клубу, в якій провів чотири сезони, взявши участь у 72 матчах чемпіонату. 
Згодом з 2007 по 2008 рік грав у складі команд клубів «Іракліс» та «Беса».
Своєю грою за останню команду привернув увагу представників тренерського штабу клубу «Тирана», до складу якого приєднався 2008 року. Відіграв за команду з Тирани наступні три сезони своєї ігрової кар'єри. Більшість часу, проведеного у складі «Тирани», був основним гравцем команди. За цей час виборов титул чемпіона Албанії, ставав володарем Суперкубка Албанії.
У 2011 році уклав контракт з клубом «ПАС Яніна», у складі якого провів наступні чотири роки своєї кар'єри гравця, де також здебільшого виходив на поле в основному складі команди.
Протягом 2015 року захищав кольори команди клубу «Парма».
У тому ж році продовжив виступи за «ПАС Яніна». Відтоді встиг відіграти за клуб з Яніни 8 матчів в національному чемпіонаті.

## Виступи за збірні
У 2001 році дебютував у складі юнацької збірної Албанії, взяв участь у 13 іграх на юнацькому рівні.
Протягом 2005–2007 років залучався до складу молодіжної збірної Албанії. На молодіжному рівні зіграв у 9 офіційних матчах.
У 2007 році дебютував в офіційних матчах у складі національної збірної Албанії. Наразі провів у формі головної команди країни 56 матчів.
| Дата       | Місто          | Господарі            | Результат | Гості                | Турнір            | Голи | Примітки |
| ---------- | -------------- | -------------------- | --------- | -------------------- | ----------------- | ---- | -------- |
| 21-11-2007 | Бухарест       | Румунія              | 6 – 1     | Албанія              | Відбір до ЧЄ 2008 | -    |          |
| 27-5-2008  | Варшава        | Польща               | 1 – 0     | Албанія              | товариський матч  | -    | 45'      |
| 20-8-2008  | Шкодер (місто) | Албанія              | 2 – 0     | Ліхтенштейн          | товариський матч  | -    | 56'      |
| 19-11-2008 | Баку           | Азербайджан          | 1 – 1     | Албанія              | товариський матч  | -    | 46'      |
| 11-2-2009  | Мальта         | Мальта               | 0 – 0     | Албанія              | Відбір до ЧС 2010 | -    | 80' 85'  |
| 10-6-2009  | Тирана         | Албанія              | 1 – 1     | Грузія               | товариський матч  | -    | 54'      |
| 14-11-2009 | Таллінн        | Естонія              | 0 – 0     | Албанія              | товариський матч  | -    | 90'      |
| 3-3-2010   | Тирана         | Албанія              | 1 – 0     | Північна Ірландія    | товариський матч  | -    | 52'      |
| 25-5-2010  | Подгориця      | Чорногорія           | 0 – 1     | Албанія              | товариський матч  | -    |          |
| 2-6-2010   | Тирана         | Албанія              | 1 – 0     | Андорра              | товариський матч  | -    |          |
| 11-8-2010  | Тирана         | Албанія              | 1 – 0     | Узбекистан           | товариський матч  | -    | 75'      |
| 3-9-2010   | Бухарест       | Румунія              | 1 – 1     | Албанія              | Відбір до ЧЄ 2012 | -    |          |
| 7-9-2010   | Дуррес         | Албанія              | 1 – 0     | Люксембург           | Відбір до ЧЄ 2012 | -    | 90'      |
| 8-10-2010  | Тирана         | Албанія              | 1 – 1     | Боснія і Герцеговина | Відбір до ЧЄ 2012 | -    |          |
| 12-10-2010 | Анталья        | Білорусь             | 2 – 0     | Албанія              | Відбір до ЧЄ 2012 | -    |          |
| 17-11-2010 | Тирана         | Албанія              | 0 – 0     | Північна Македонія   | товариський матч  | -    |          |
| 9-2-2011   | Тирана         | Албанія              | 1 – 2     | Словенія             | товариський матч  | -    |          |
| 26-3-2011  | Тирана         | Албанія              | 1 – 0     | Білорусь             | Відбір до ЧЄ 2012 | -    |          |
| 7-6-2011   | Боснія         | Боснія і Герцеговина | 2 – 0     | Албанія              | Відбір до ЧЄ 2012 | -    | 60' 87'  |
| 20-6-2011  | Буенос-Айрес   | Аргентина            | 4 – 0     | Албанія              | товариський матч  | -    |          |
| 10-8-2011  | Тирана         | Албанія              | 3 – 2     | Чорногорія           | товариський матч  | -    | 76'      |
| 7-10-2011  | Париж          | Франція              | 3 – 0     | Албанія              | Відбір до ЧЄ 2012 | -    | 71'      |
| 11-10-2011 | Тирана         | Албанія              | 1 – 1     | Румунія              | Відбір до ЧЄ 2012 | -    |          |
| 11-11-2011 | Тирана         | Албанія              | 0 – 1     | Азербайджан          | товариський матч  | -    |          |
| 15-11-2011 | Скоп'є         | Північна Македонія   | 0 – 0     | Албанія              | товариський матч  | -    | 92'      |
| 29-2-2012  | Тбілісі        | Грузія               | 2 – 1     | Албанія              | товариський матч  | -    | 70'      |
| 22-5-2012  | Мадрид         | Катар                | 1 – 2     | Албанія              | товариський матч  | -    | 84'      |
| 27-5-2012  | Стамбул        | Албанія              | 1 – 0     | Іран                 | товариський матч  | -    |          |
| 15-8-2012  | Тирана         | Албанія              | 0 – 0     | Молдова              | товариський матч  | -    |          |
| 7-9-2012   | Тирана         | Албанія              | 3 – 1     | Кіпр                 | Відбір до ЧС 2014 | -    |          |
| 11-9-2012  | Цюрих          | Швейцарія            | 2 – 0     | Албанія              | Відбір до ЧС 2014 | -    |          |
| 12-10-2012 | Тирана         | Албанія              | 1 – 2     | Ісландія             | Відбір до ЧС 2014 | -    |          |
| 16-10-2012 | Тирана         | Албанія              | 1 – 0     | Словенія             | Відбір до ЧС 2014 | -    | 63'      |
| 14-11-2012 | Женева         | Албанія              | 0 – 0     | Камерун              | товариський матч  | -    |          |
| 6-2-2013   | Тирана         | Албанія              | 1 – 2     | Грузія               | товариський матч  | -    |          |
| 22-3-2013  | Осло           | Норвегія             | 0 – 1     | Албанія              | Відбір до ЧС 2014 | -    | 85', 88' |
| 26-3-2013  | Тирана         | Албанія              | 4 – 1     | Литва                | товариський матч  | -    | 78'      |
| 14-8-2013  | Тирана         | Албанія              | 2 – 0     | Вірменія             | товариський матч  | -    | 46'      |
| 6-9-2013   | Любляна        | Словенія             | 1 – 0     | Албанія              | Відбір до ЧС 2014 | -    |          |
| 10-9-2013  | Рейк'явік      | Ісландія             | 2 – 1     | Албанія              | Відбір до ЧС 2014 | -    |          |
| 11-10-2013 | Тирана         | Албанія              | 1 – 2     | Швейцарія            | Відбір до ЧС 2014 | -    |          |
| 15-10-2013 | Нікосія        | Кіпр                 | 0 – 0     | Албанія              | Відбір до ЧС 2014 | -    |          |
| 15-11-2013 | Анталья        | Білорусь             | 0 – 0     | Албанія              | товариський матч  | -    |          |
| 5-3-2014   | Дуррес         | Албанія              | 2 – 0     | Мальта               | товариський матч  | -    |          |
| 31-5-2014  | Івердон-ле-Бен | Албанія              | 0 – 1     | Румунія              | товариський матч  | -    |          |
| 4-6-2014   | Будапешт       | Угорщина             | 1 – 0     | Албанія              | товариський матч  | -    | 80'      |
| 8-6-2014   | Серравалле     | Сан-Марино           | 0 – 3     | Албанія              | товариський матч  | -    | 73'      |
| 7-9-2014   | Авейру         | Португалія           | 0 – 1     | Албанія              | Відбір до ЧЄ 2016 | -    | 75'      |
| 11-10-2014 | Ельбасан       | Албанія              | 1 – 1     | Данія                | Відбір до ЧЄ 2016 | -    | 87'      |
| 14-10-2014 | Белград        | Сербія               | 0 – 3     | Албанія              | Відбір до ЧЄ 2016 | -    |          |
| 14-11-2014 | Ренн           | Франція              | 1 – 1     | Албанія              | товариський матч  | -    | 85'      |
| 18-11-2014 | Генуя          | Італія               | 1 – 0     | Албанія              | товариський матч  | -    | 90'      |
| 13-6-2015  | Ельбасан       | Албанія              | 1 – 0     | Франція              | товариський матч  | -    | 18'      |
| 8-10-2015  | Ельбасан       | Албанія              | 0 – 2     | Сербія               | Відбір до ЧЄ 2016 | -    | 46'      |
| 13-11-2015 | Приштина       | Косово               | 2 – 2     | Албанія              | товариський матч  | -    | 84'      |
| 16-11-2015 | Тирана         | Албанія              | 2 – 2     | Грузія               | товариський матч  | -    | 29'      |
| Усього     |                | Матчів               | 56        |                      | Голів             | 0    |          |

## Титули і досягнення
- Чемпіон Албанії (2):

«Тирана»: 2008–09, 2019–20
- Володар Суперкубка Албанії (1):

«Тирана»: 2009
- Володар Кубка Албанії (1):

«Тирана»: 2010–11